# 마커스 램
마커스 대런 램(Marcus Daron Lamb, 1957년 10월 7일 ~ 2021년 11월 30일)은 미국의 텔레비전 전도사, 번영신학자, 반백신 활동가이다. 그는 세계에서 두번째로 큰 기독교 텔레비전 방송국으로 알려진 데이스타 방송국의 공동창립자이자 대표이사였다.
조지아주에서 태어나 15세부터 선교사 활동을 시작했다. 16세 때 클리블랜드의 기독교 대학인 리 대학교에 입학해 3년 뒤에 졸업했다. 1980년 The Word of God Fellowship를 설립했는데 이것이 데이스타의 전신이다.
코로나19 범유행 중인 2020년 램의 기업 데이스타는 미국 연방정부로부터 급여 보호 프로그램을 통해 390만 달러를 빌렸다. 이 프로그램은 코로나19로 제한이 걸려 있는 동안 직원의 급여를 유지하는 것을 목적으로 한 것이지만, 돈을 빌린 직후 데이스타는 800만 달러 이상으로 거래되는 걸프스트림 V 항공기를 구입했다. 텔레비전 방송 인사이드 에디션에서 이 항공기가 램의 가족 휴가에 사용되었다는 사실 등의 탐사 보도를 한 뒤, 데이스타는 정부로부터 빌린 돈을 갚았다고 발표했다.
범유행 중 램과 데이스타는 반백신 활동가 로버트 F. 케네디 2세와 델 빅트리 등을 초대해 백신에 반대하는 내용의 설교를 했다. 램이 코로나19에 감염되었을 때 그의 아들은 이것을 “적으로부터의 영적인 공격”으로 불렀다. 마커스 램은 텍사스주 베드퍼드에서 코로나19로 사망했다. 그는 기저질환으로 당뇨병이가 있었다.